# Сейсмічна область
Сейсмічна область (зона) (рос. сейсмическая область (зона), англ. seismic region, seismic zone; нім. seismisches Gebiet) — територія, яка охоплює епіцентри землетрусів. 
Сейсмічна область — це вузькі пояси, пов'язані з областями прояву найінтенсивніших сучасних тектонічних рухів, формуванням гірських хребтів та міжгірських западин, глибоководних океанічних жолобів та рифтових зон. Відомо два головних сейсмічних пояси: Євро-Азійський та Тихоокеанський.